# Dingelsdorf
Dingelsdorf ist ein Stadtteil von Konstanz in Baden-Württemberg.
Dingelsdorf bildet einen der 15 Stadtteile von Konstanz und ist zugleich Ortschaft im Sinne der baden-württembergischen Gemeindeordnung mit einem Ortschaftsrat und einer Ortsverwaltung. Ortschaftsvorsteher ist Horst Böttinger-Thyssen.

## Geschichte
Die frühesten menschlichen Artefakte im Gebiet Dingelsdorf stammen aus der Zeit um 6000 v. Chr.: Zu dieser Zeit haben dort bereits Jäger und Sammler ihre Lager aufgeschlagen, was durch Funde von Geschossspitzen und Feuersteingeräten (Mikrolithen) belegt ist.
In der Jungsteinzeit, etwa 4000–2400 v. Chr., besiedelten erstmals Bauern, welche zu den Pfahlbauern gehörten, diese Region, was durch Funde von verkohltem Getreide, getöpferten Gefäßen, Spinnwirteln und Steinbeilen dokumentiert ist. Mit Hilfe der Dendrochronologie konnte ein Eichenpfahl der Pfahlbauten vom Klausenhorn auf etwa 3826 v. Chr. datiert werden.
Die Funde können in der Pfahlbau-Ausstellung im Rathaus Dingelsdorf besichtigt werden.
Die erste urkundliche Nennung des Dorfes erfolgte 947 als Thingoltesdorf. König Otto I. bestätigte darin die von seinen Vorfahren an das Kloster Reichenau gemachten Schenkungen.
1272 wurde das Dorf von den Herren von Langenstein „der Deutschordenskommende Mainau übertragen“ und wurde „nach dem Übergang an Baden 1805 dem Amt Konstanz zugeteilt.“

## Kultur und Sehenswürdigkeiten

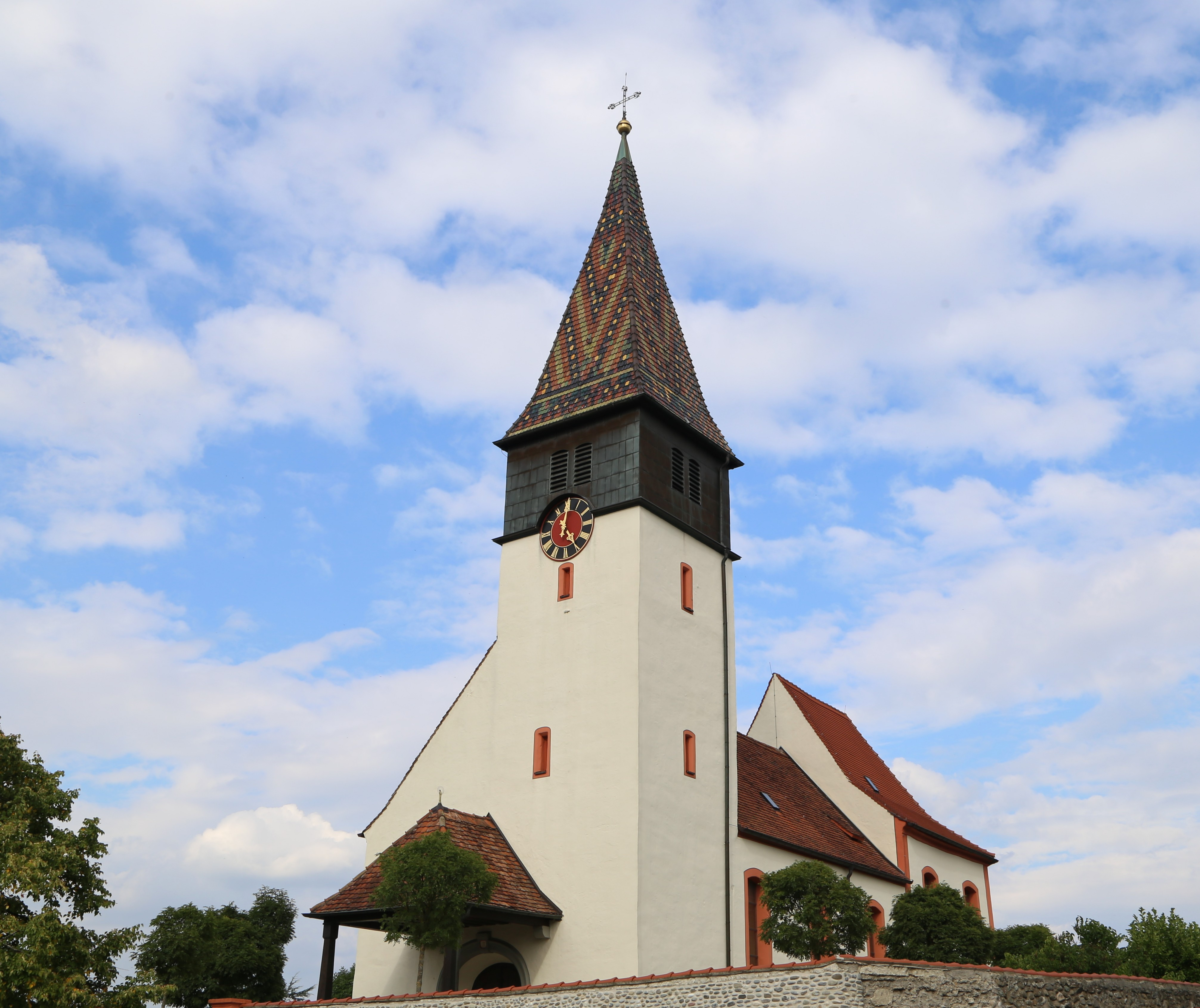
Kirche St. Nikolaus

Die Pfarrkirche St. Nikolaus ist spätgotisch und wurde um 1740 barockisiert, der Turm ist im Inneren durch einen freistehenden Pfeiler abgestützt.
Die Heiligkreuzkapelle im Ortsteil Oberdorf wurde 1747 durch Johann Caspar Bagnato errichtet und gilt als „kleine Schwester“ der Schlosskirche auf der Mainau.

## Politik

### Wappen
Das Wappen der ehemals selbständigen Gemeinde Dingelsdorf zeigt in Silber ein gradarmiges schwarzes Tatzenkreuz, belegt mit einem blauen Herzschild, darin drei (1:2) goldene Kugeln aufeinander (siehe ehemalige Städte- und Gemeindewappen im Landkreis Konstanz).

## Geografie und Verkehrsanbindung

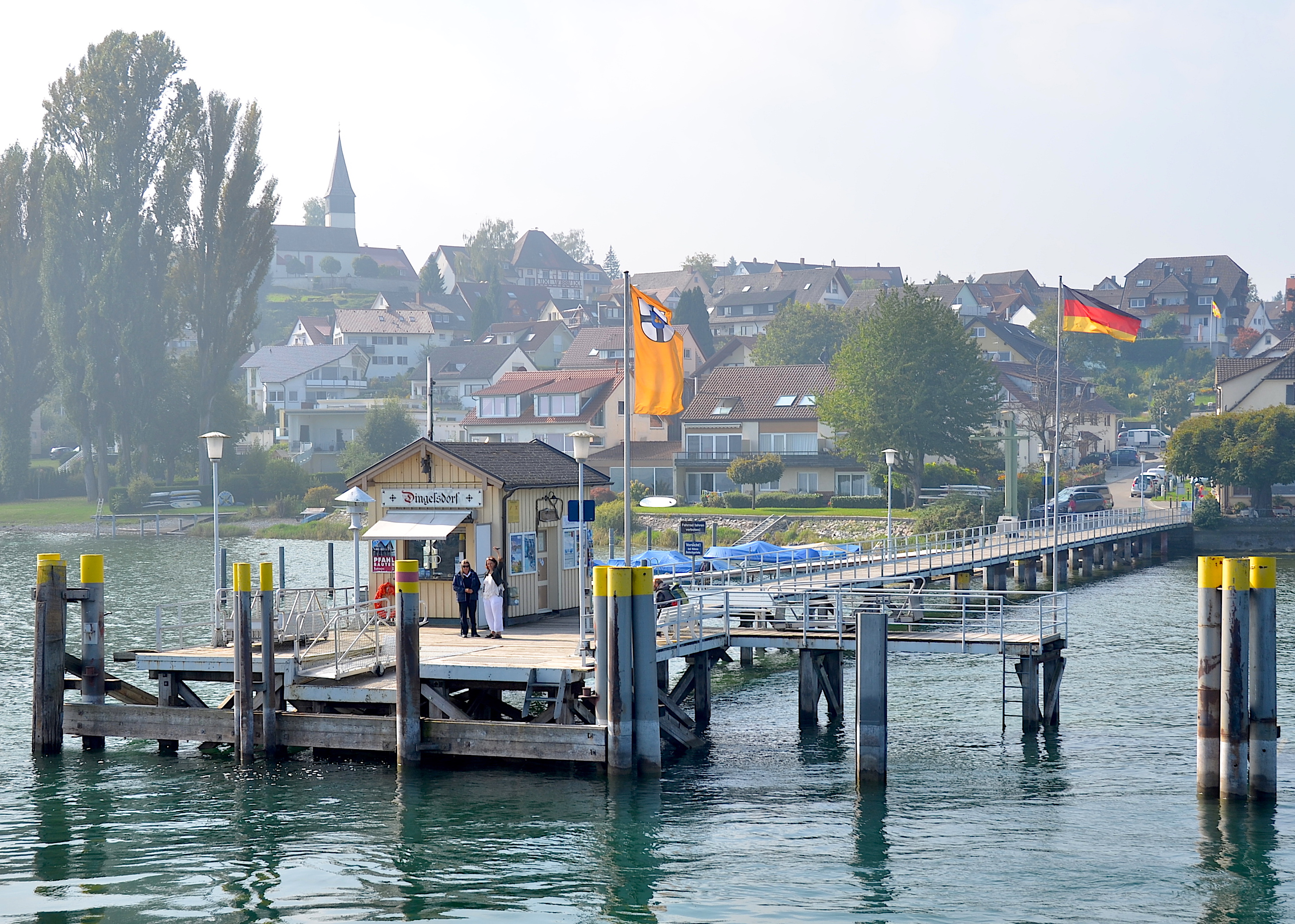
Schiffsanlegestelle für den Kursverkehr der Bodensee-Schiffsbetriebe (BSB)

Der Ort liegt nördlich der Kernstadt Konstanz am Überlinger See des Bodensees bzw. an der Landesstraße 219 zwischen den beiden Konstanzer Stadtteilen Litzelstetten und Dettingen-Wallhausen.

### Naturschutzgebiete
Südwestlich des Ortes erstreckt sich das Naturschutzgebiet (NSG) Dingelsdorfer Ried und südöstlich das NSG Bodenseeufer (Gmk. Litzelstetten, Dingelsdorf, Dettingen).

## Persönlichkeiten
- Klemens Baumann (* 23. November 1823 Dingelsdorf; † 1. Dezember 1906 Dingelsdorf), Fährmann, der 17 Menschen rettete
- Kurt Müller (Politiker, 1903) (* 1903; † 1990 in Dingelsdorf), Politiker der Kommunistischen Partei Deutschlands (KPD)
- Alfred Steinhart (* 1923; † 2015), Elektroingenieur sowie Wirtschafts- und Sozialwissenschaftler